# کیم هه-وون
کیم هه-وون (کره‌ای: 김혜원؛ زادۀ ۱۰ ژوئن ۱۹۸۹) بازیگر اهل کره جنوبی است. از مجموعه‌هایی که وی در آن نقش‌آفرینی کرده می‌توان به راز گناهکار اشاره کرد.